# Carl Otto Dammers

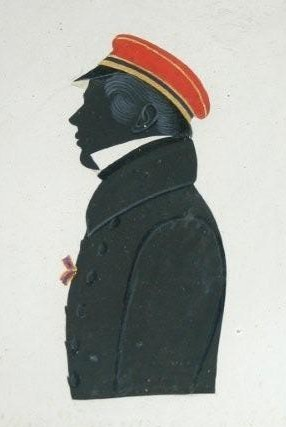
Carl Otto Dammers als Student in Göttingen

Carl Otto Georg Eberhard Dammers (* 8. August 1811 in Uelzen; † 19. Februar 1860 in Syke) war ein Jurist im Königreich Hannover und deutscher Politiker des 19. Jahrhunderts.

## Leben
Dammers war der Sohn des Pfarrers Johann Georg Friedrich Dammers (1769–1815). Nach dem Studium der Rechtswissenschaft an der Georg-August-Universität Göttingen (1830–1833) (Mitglied des Corps Hannovera) war er zunächst in Nienburg/Weser von 1833 bis 1837 Auditor, danach bis 1852 Advokat am dortigen Stadtgericht. Zwischen 1841 und 1846 war er daneben Stadtsekretär und Justizkommissar, anschließend bis 1851 Stadtgerichtsassessor und 1851/52 Polizeikommissar.
Er vertrat den Wahlkreis 4 (Hannover) vom 18. Mai 1848 bis zum 8. Februar 1849 in der Frankfurter Nationalversammlung, wo er Mitglied der Fraktionen Casino bzw. Landsberg war. Nachfolger im Parlament war Wilhelm Behncke. Im Juni 1849 hat er an der Gothaer Versammlung teilgenommen, 1850/1851 war Dammers Mitglied der 2. Hannoverschen Kammer.
Von 1852 bis zu seinem Tod war er Amtsrichter am Amtsgericht Syke.
Dammers gehörte in Nienburg der Freimaurerloge Georg zum silbernen Einhorn an.

## Schriften
- Briefe von einer Reise mit Bismarcks Coaetanen Oldekop, v. Fircks und Motley im Jahr 1832 über Eisenach, Nürnberg, München zum Achensee, Corpsbericht der Hannovera WS 1910/11, S. 84–101